# Émile Peter
Pour les articles homonymes, voir Peter.
Émile Peter est un homme politique français, né le 21 septembre 1887 à Sarrebourg et mort le 1er février 1974 à Sarrebourg, en Moselle.

## Biographie
Émile Georges Peter voit le jour le 21 septembre 1887, à Sarrebourg, une ville de garnison d'Alsace-Lorraine d'un père télégraphiste et propriétaire. Incorporé dans l'armée allemande en octobre 1913, comme tous les Mosellans, Émile Peter est blessé en août 1914. Ancien combattant, il est élu vice-président de l'Union des invalides, veuves, orphelins et ascendants de guerre d'Alsace-Lorraine, et secrétaire général de la mairie de sa ville natale, après 1918.
Émile Peter est élu conseiller général de Sarrebourg et conseiller municipal de sa ville en 1925. Succédant à Louis Meyer en 1928, il est ensuite élu député de sa circonscription en Moselle, comme candidat indépendant, défendant le bilinguisme, le statut religieux, une politique de progrès social avec un soutien du centre-gauche. Classé par le ministère de l'Intérieur comme « Républicains de gauche », il s'oppose à plusieurs candidats de l'Union républicaine lorraine. Au second tour, il profite des voix du candidat de l'Alliance démocratique et des socialistes. Il rejoint alors le groupe parlementaire de l'Action démocratique et sociale, l'une des formations représentant l'aile droite de l'Alliance démocratique. Pour un certain régionalisme, il était cependant contre les réformes de l'UPR alsacien et contre la création d'un parti alsacien-lorrain et d'un groupe autonome à la Chambre.
Élu maire de sa commune en 1935, Émile Peter est réélu député en 1932 avec la même ligne mais avec un régionalisme un peu plus important, inscrit cette fois au groupe du Parti démocrate populaire de Robert Schumann, puis en 1936 cette fois avec l'appui de l'URD, inscrit au groupe des Indépendants d'action populaire, au sein duquel siègent notamment les élus de l'URL. Membre des Croix-de-feu en avril 1936, il rejoint le Parti social français à sa création  en décembre ainsi que son groupe parlementaire.
Le 10 juillet 1940, il ne prend pas part au vote sur la remise des pleins pouvoirs au Maréchal Pétain. Il fuit la région quand celle-ci est annexée de facto par les nazis, en 1940. Émile Peter ne retrouve la mairie de Sarrebourg qu'en 1944, alors que les combats se poursuivent sur la frontière allemande. Régulièrement réélu, il restera maire jusqu'en 1959.
Émile Peter décède à Sarrebourg, le 1er février 1974.

## Mandats électifs
- 29/04/1928 - 31/05/1932 : Moselle - Action démocratique et sociale
- 01/05/1932 - 31/05/1936 : Moselle - Démocrate populaire
- 26/04/1936 - 31/05/1942[3] : Moselle - Indépendants d'action populaire

## Sources
- Ressource relative à la vie publique :   - Base Sycomore
- « Émile Peter », dans le Dictionnaire des parlementaires français (1889-1940), sous la direction de Jean Jolly, PUF, 1960 [détail de l’édition]
- Dir. Jean El Gammal, François Roth et Jean-Claude Delbreil, Dictionnaire des Parlementaires lorrains de la Troisième République, Metz, Serpenoise, 2006 (ISBN 2-87692-620-2, OCLC 85885906, lire en ligne), p. 305-306